# غيرونيمو جيل
غيرونيمو جيل (بالإسبانية: Gerónimo Gil)‏ هو لاعب كرة قاعدة مكسيكي، ولد في 7 أغسطس 1975 في أوخاكا في المكسيك.

## وصلات خارجية
- غيرونيمو جيل على موقع دوري كرة القاعدة الرئيسي (الإنجليزية)
- غيرونيمو جيل على موقعبيزبول رفرنس.كوم (الدوري الرئيسي) (الإنجليزية)
- غيرونيمو جيل على موقعبيزبول رفرنس.كوم (الدوري الثانوي) (الإنجليزية)
- غيرونيمو جيل على موقع إي إس بي إن.كوم (أم.أل.بي) (الإنجليزية)
- غيرونيمو جيل على موقع مشجعي الرسوم البيانية (الإنجليزية)